# Рожиск
Рожиск (укр. Рожиськ) — село в Подволочисской поселковой общине Тернопольского района Тернопольской области Украины.
До 2020 года входило в Подволочисский район.
Население по переписи 2001 года составляло 347 человек. Почтовый индекс — 47853. Телефонный код — 3543.

## Известные уроженцы
- Грохольский, Казимир (1815—1888) — польский политик, государственный деятель Австро-Венгрии.